# Avianca El Salvador
Transportes Aéreos del Continente Americano, S.A., voorheen TACA International Airlines en opererend onder de naam Avianca El Salvador is de nationale luchtvaartmaatschappij van El Salvador. Avianca El Salvador heeft haar hub op de luchthaven van San Salvador en een basis op de internationale luchthaven Juan Santamaría in Costa Rica. De maatschappij maakt deel uit van de Avianca Group en voert vluchten uit naar Spanje, Noord-, Centraal- en Zuid-Amerika.

## Geschiedenis

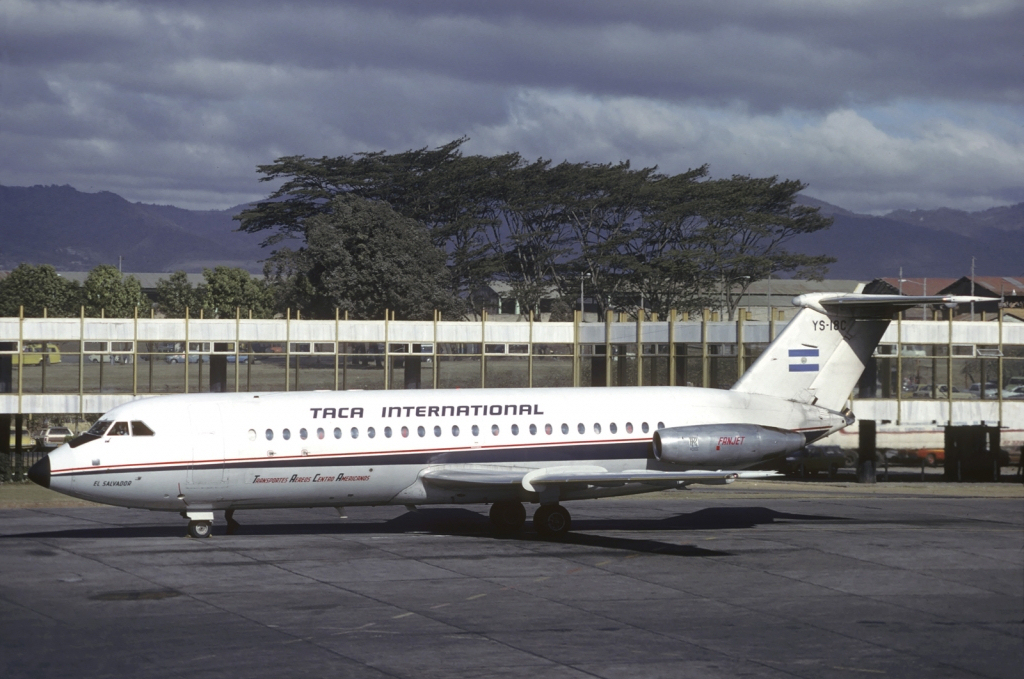
BAC One-Eleven van TACA

Avianca El Salvador werd als Central American Air Transports opgericht in 1931 in Honduras door Nieuw-Zeelander Lowell Yerex. Bij de oprichting vervoerde de maatschappij alleen nog vracht, maar het idee van de oprichting was om een luchtvaartmaatschappij op te richten in elk Latijns-Amerikaans land. Zo werd Aerovias Brasil in Brazilië opgericht en andere TACA's in Mexico, Venezuela, en Colombia. Van al de nieuwe luchtvaartmaatschappijen, overleefde alleen TACA International Airlines uit El Salvador. Daarom werd het hoofdkantoor van Honduras naar El Salvador verplaatst.

Logo gebruikt van 2008 tot 2013

Op 28 december 1966 werd het eerste straalmotor-aangestuurde vliegtuig in gebruik genomen. De BAC One-Eleven werd tot 1 juni 1988 gebruikt.
Tot 1980 werd TACA beheerd door een Amerikaans bedrijf dat haar hoofdkwartier in New Orleans had. Het bedrijf had alle aandelen vanwege de burgeroorlog. In 1980 kocht de familie Kriete alle aandelen terug.
Tussen 1990 en 1995 kocht TACA de meerderheid van de aandelen van de nationale luchtvaartmaatschappijen Aviateca, LACSA en NICA. Samen kregen zij de naam Grupo TACA.
In de jaren 90 werd TACA de eerste en grootste gebruiker van de Airbus A320 in Latijns-Amerika, deze waren er om de Boeing 737s te vervangen. In 2001 werd een nieuwe basis geopend op Aeropuerto Internacional Jorge Chávez in Peru, de eerste basis in Zuid-Amerika. Daarbij werd ook TACA Perú opgericht. TACA was daarnaast een van de medeoprichters van de Mexicaanse luchtvaartmaatschappij Volaris en werd in datzelfde jaar de eerste gebruiker van de Airbus A321 in Latijns-Amerika.

### AviancaTaca en modernisering (2009-2012)
Op 7 oktober 2009 werd bekend dat TACA International Airlines een fusie aan zou gaan met het Colombiaanse Avianca, wel zouden de naam en het merk behouden blijven. De naam werd AviancaTACA en kreeg in december 2009 toestemming van de Colombiaanse luchtvaartautoriteiten om te fuseren.
In juni 2011 werd een bestelling geplaatst bij Airbus voor 51 Airbus A320s en 33 Airbus A320neo’s in het kader van vlootvernieuwing en uitbreiding van de capaciteit.

#### Star Alliance (2010-2012)
Op 10 november 2010 kondigde de Star Alliance aan dat Avianca en TACA International volle leden zouden worden van de alliantie rond juni 2012. Op 21 juni 2012 traden de maatschappijen officieel toe, samen met Copa Airlines. Sinds de fusie in 2013 is Avianca El Salvador via Avianca een aangesloten lid.

### Volledige fusie
Op 21 mei 2013 werd TACA International Airlines geheel opgenomen in de Avianca Group en stopte de maatschappij onder de eigen naam en werd deze veranderd naar Avianca El Salvador. De laatste vlucht was op 20 mei 2013 naar New York. Het logo en de naam verdwenen daarna van de vliegtuigen en het straatbeeld en gaat verder in het kleurenschema van Avianca. Wel blijven de roepletters, ICAO- en IATA-code behouden. In november 2022 werd er nog wel een toestel in het kleurenschema van TACA gespoten.

## Grupo TACA

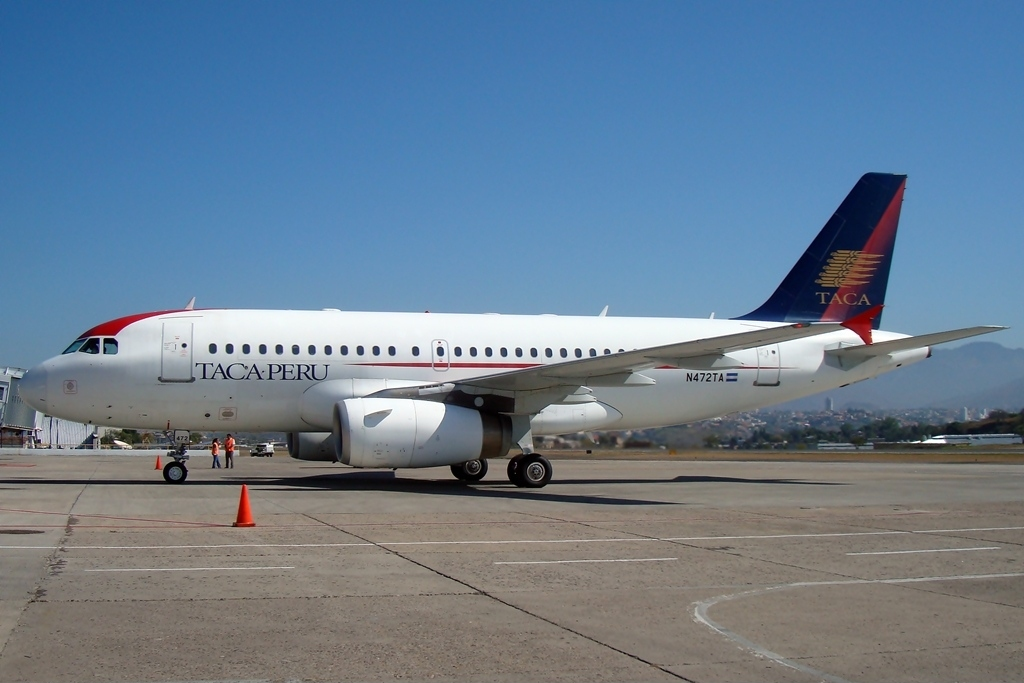
Een Airbus A319-100 van TACA Perú

De Grupo TACA bestond uit de volgende maatschappijen:
- TACA International
  - TACA Regional
- Aviateca
  - Inter Regional
- Isleña Airlines
- LACSA
- Nicaragüense de Aviación
- TACA Perú

## Vloot

### Huidige vloot
De vloot van Avianca El Salvador bestaat uit de volgende toestellen (juni 2024):
| Type            | In dienst | Orders | Passagiers | Passagiers | Passagiers | Passagiers | Opmerkingen |
| Type            | In dienst | Orders | B          | PE         | E          | Totaal     | Opmerkingen |
| --------------- | --------- | ------ | ---------- | ---------- | ---------- | ---------- | ----------- |
| Airbus A320-200 | 1         | —      | 12         | 60         | 108        | 180        | N686TA      |
| Airbus A320neo  | 3         | —      | 12         | 60         | 108        | 180        |             |
| Totaal          | 4         |        |            |            |            |            |             |

### Voormalige vloot

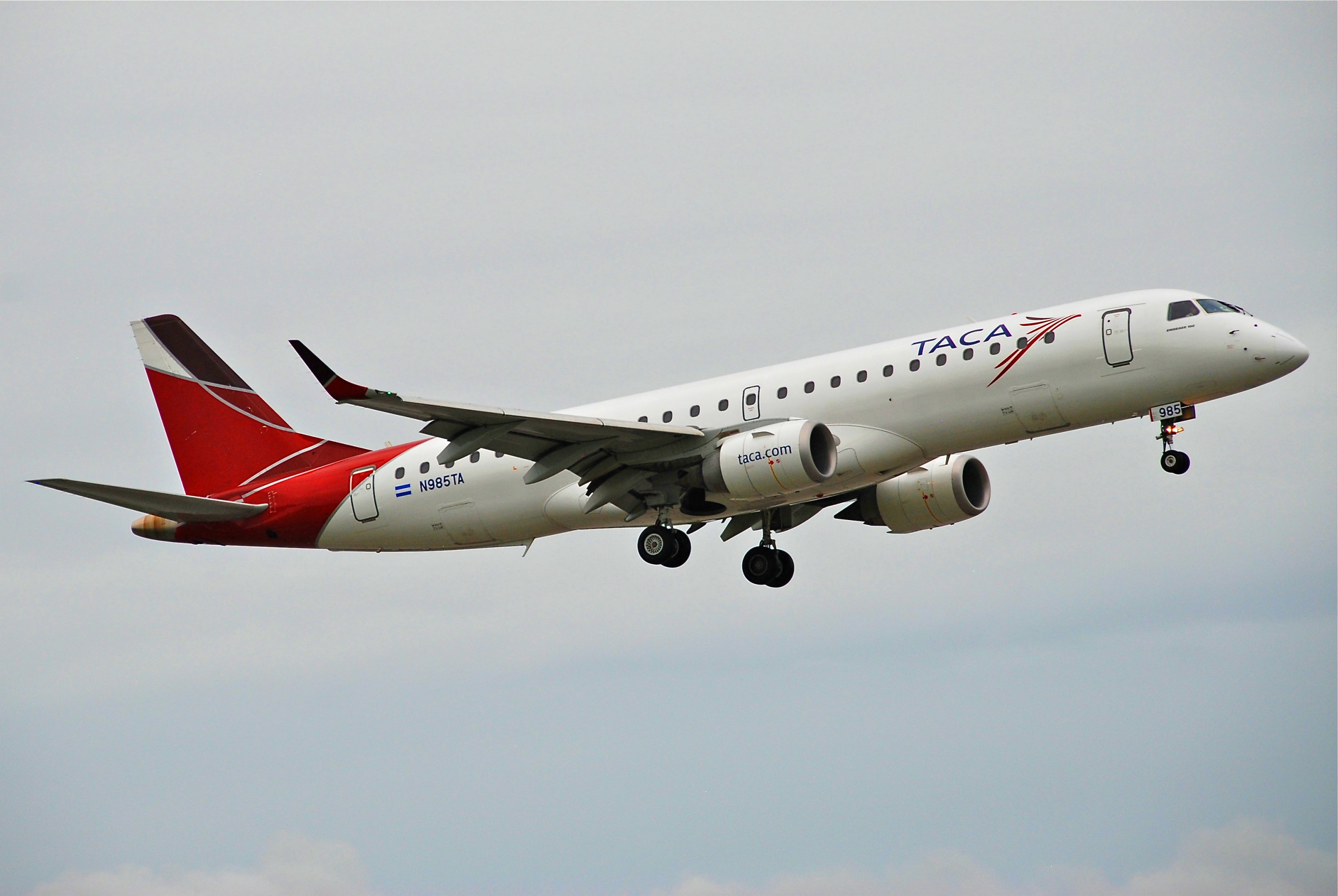
Een Embraer 190 van TACA

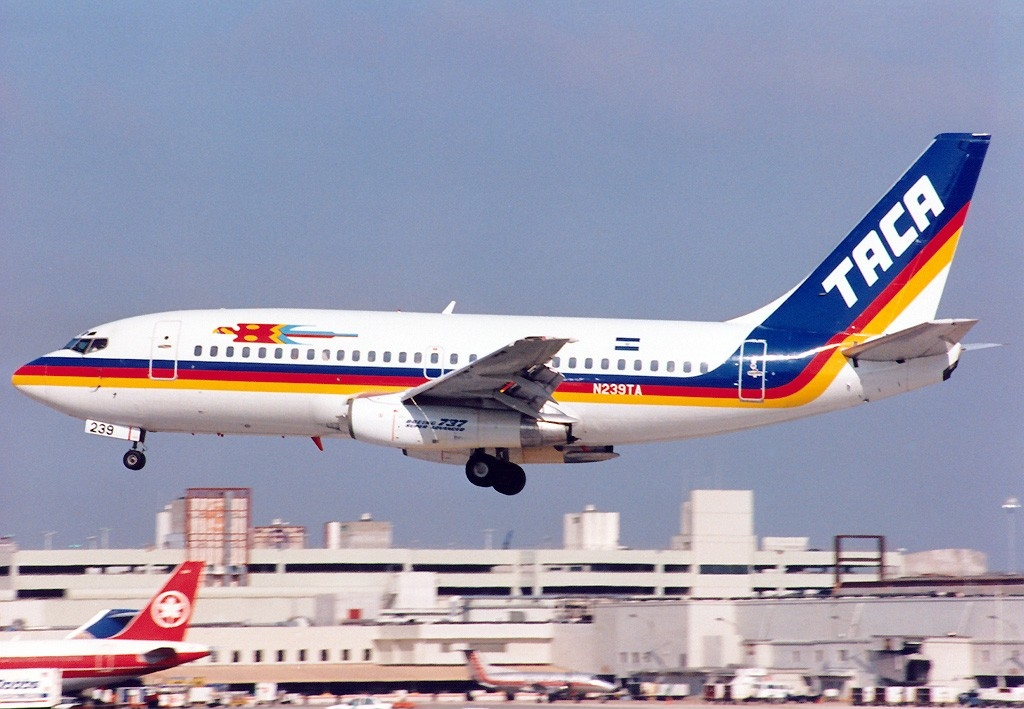
Een Boeing 737-200 van TACA

Avianca El Salvador en TACA International vlogen ook met de volgende toestellen:
| Type                       | Aantal | In dienst | Uitgefaseerd | Opmerkingen                        |
| -------------------------- | ------ | --------- | ------------ | ---------------------------------- |
| Airbus A300B4-200F         | 5      | 1998      | 2001         | Uitgevoerd voor JHM Airlines Cargo |
| Airbus A319-100            | 15     | 1999      | 2023         |                                    |
| Airbus A320-200            | 57     | 1997      | 2023         |                                    |
| Airbus A320neo             | 1      | 2018      | 2020         | Naar Avianca                       |
| Airbus A321-200            | 7      | 2005      | 2023         |                                    |
| BAC One-Eleven Series 400  | 3      | 1966      | 1988         |                                    |
| BAC One-Eleven Series 500  | 1      | 1981      | 1982         |                                    |
| Beechcraft 17              | 1      | 1950      | 1953         |                                    |
| Bellanca CH-300 Pacemaker  | 1      | 1935      | 1944         |                                    |
| Bellanca CH-400 Skyrocket  | 3      | 1934      | Onbekend     |                                    |
| Boeing 737-200             | 26     | 1978      | 2005         |                                    |
| Boeing 737-300             | 11     | 1988      | 1999         |                                    |
| Boeing 737-400             | 1      | 1992      | 1993         | Overgenomen van Air Belgium        |
| Boeing 767-200ER           | 6      | 1985      | 2002         |                                    |
| Boeing 767-300ER           | 3      | 1993      | 2000         |                                    |
| Canadair CL-44             | 1      | 1974      | 1974         |                                    |
| Cessna Citation I          | 1      | 1994      | 1995         |                                    |
| Curtiss C-46 Commando      | 2      | 1945      | 1970         |                                    |
| Douglas C-47 Skytrain      | 15     | 1945      | 1948         |                                    |
| Douglas C-54 Skymaster     | 3      | 1949      | 1975         |                                    |
| Douglas DC-4               | 2      | 1947      | 1973         |                                    |
| Douglas DC-6               | 5      | 1970      | 1978         |                                    |
| Embraer 190                | 12     | 2009      | 2019         |                                    |
| Ford 5-AT Tri-Motor        | 18     | 1934      | 1944         |                                    |
| Grumman G-21 Goose         | 1      | 1947      | Onbekend     |                                    |
| Kreutzer K-5 Air Coach     | 2      | Onbekend  | 1937         |                                    |
| Lockheed Model 18 Lodestar | 1      | Onbekend  | 1947         |                                    |
| Lockheed L-188 Electra     | 2      | 1975      | 1985         |                                    |
| Metal Aircraft Flamingo    | 2      | Onbekend  | Onbekend     |                                    |
| Stinson Model O            | 3      | Onbekend  | Onbekend     |                                    |
| Stinson Model U            | 1      | Onbekend  | Onbekend     |                                    |
| Vickers Viscount           | 7      | 1954      | 1975         |                                    |

## Bestemmingen
Avianca El Salvador vliegt naar de volgende bestemmingen:
| Land             | Stad            | Luchthaven                                      | Opmerkingen      |
| ---------------- | --------------- | ----------------------------------------------- | ---------------- |
| Canada           | Toronto         | Internationale luchthaven Toronto Pearson       |                  |
| Colombia         | Bogotá          | Aeropuerto Internacional El Dorado              |                  |
| Costa Rica       | San José        | Internationale luchthaven Juan Santamaría       | basis            |
| Ecuador          | Guayaquil       | Aeropuerto Internacional José Joaquín de Olmedo |                  |
| Ecuador          | Quito           | Aeropuerto Internacional Mariscal Sucre         |                  |
| El Salvador      | San Salvador    | Luchthaven El Salvador                          | hub              |
| Guatemala        | Guatemala-Stad  | Internationale luchthaven La Aurora             |                  |
| Honduras         | Comayagua       | Internationale luchthaven Comayagua             |                  |
| Honduras         | San Pedro Sula  | Internationale luchthaven Ramón Villeda Morales |                  |
| Mexico           | Cancún          | Internationale luchthaven van Cancún            |                  |
| Mexico           | Mexico-Stad     | Internationale luchthaven van Mexico-Stad       |                  |
| Nicaragua        | Managua         | Luchthaven Managua                              |                  |
| Panama           | Panama-Stad     | Internationale luchthaven Tocumen               |                  |
| Peru             | Lima            | Aeropuerto Internacional Jorge Chávez           |                  |
| Spanje           | Madrid          | Aeropuerto Adolfo Suárez Madrid-Barajas         | Seizoensgebonden |
| Verenigde Staten | Boston          | Internationale luchthaven Boston Logan          |                  |
| Verenigde Staten | Dallas          | Dallas/Fort Worth International Airport         |                  |
| Verenigde Staten | Houston         | George Bush Intercontinental Airport            |                  |
| Verenigde Staten | Las Vegas       | Harry Reid International Airport                | Seizoensgebonden |
| Verenigde Staten | Los Angeles     | Los Angeles International Airport               |                  |
| Verenigde Staten | Miami           | Internationale Luchthaven Miami                 |                  |
| Verenigde Staten | New York        | John F. Kennedy International Airport           |                  |
| Verenigde Staten | Ontario         | Ontario International Airport                   |                  |
| Verenigde Staten | Orlando         | Orlando International Airport                   |                  |
| Verenigde Staten | San Francisco   | Internationale luchthaven van San Francisco     |                  |
| Verenigde Staten | Washington D.C. | Internationale luchthaven Washington Dulles     |                  |

### Codeshare-overeenkomsten
Avianca El Salvador heeft codeshare-overeenkomsten met de volgende luchtvaartmaatschappijen:
- Avianca
- Iberia
- United Airlines

## Ongevallen en incidenten
- 5 maart 1959, Vickers Viscount YS-09C stortte neer kort na vertrek van Augusto C. Sandino International Airport, Nicaragua toen beide motoren uitvielen. 15 van de 19 mensen aan boord kwamen om.
- 24 mei 1988, New Orleans, Verenigde Staten, Boeing 737-300: TACA vlucht 110: Een dubbele motoruitval door het insijpelen van water als gevolg van een ontmoeting met een gebied met zeer hevige regen en hagel.
- 5 april 1993, Guatemala City, Guatemala, Boeing 767-200, TACA vlucht 510 raakte van de landingsbaan omdat er niet voldoende geremd kon worden op de natte baan.
- 30 mei 2008, Luchthaven Toncontín, Tegucigalpa, Honduras. Airbus A320 EI-TAF: TACA vlucht 390, vanuit San Salvador raakte van de landingsbaan.